# Ellen MacArthur
Ellen Patricia MacArthur, DBE, mais habitualmente conhecida como Ellen MacArthur (Whatstandwell, 8 de Julho de 1976), é uma velejadora britânica. É conhecida por ser uma velejadora solitária que circum-navegou o globo na regata Vendée Globe, quebrando o recorde mundial pela mais rápida circum-navegação em solitário ao redor do globo em 2005, embora o francês Francis Joyon tenha recuperado o título em 2008.
Durante suas viagens solitárias, aprendeu a reutilizar todos os poucos recursos disponíveis e ao compreender a importância na preservação de recursos naturais, criou uma fundação com o seu nome e se tornou uma defensora da Economia Circular.

## Carreira no iatismo
Sua primeira experiência na vela foi no barco de sua tia. Então, aos 17 anos, comprou um barco chamado Iduna e em 1995 correu numa regata para circum-navegar a Inglaterra, solo. Em 1997, correu na regata Mini-Transat, na qual atravessou o Oceano Atlântico, solo, em um barco de 21 pés. Porém, só veio a se tornar famosa quando em 2001 ficou em segundo lugar na regata Vendée Globe com seu barco Kingfisher.
E, em 2004, com seu trimarã B&Q/Castorama, bateu o recorde de travessia transatlântica solo feita por uma mulher. Tornando em 2005 com o mesmo barco, bateu o recorde de circum-navegação do globo solo mais rápida. Em 2009, MacArthur anunciou que estaria se retirando das regatas para fazer campanhas ambientais.